# Hatrurita
L'hatrurita és un mineral de la classe dels silicats. Rep el seu nom de la seva localitat tipus, la Formació Hatrurim, a Israel.

## Característiques
L'hatrurita és un silicat de fórmula química Ca₃SiO₅. Cristal·litza en el sistema trigonal. La seva duresa a l'escala de Mohs és 6.
Segons la classificació de Nickel-Strunz, l'hatrurita pertany a «09.AG: Estructures de nesosilicats (tetraedres aïllats) amb anions addicionals; cations en coordinació > [6] +- [6]» juntament amb els següents minerals: abswurmbachita, braunita, neltnerita, braunita-II, långbanita, malayaïta, titanita, vanadomalayaïta, natrotitanita, cerita-(Ce), cerita-(La), aluminocerita-(Ce), trimounsita-(Y), yftisita-(Y), sitinakita, kittatinnyita, natisita, paranatisita, törnebohmita-(Ce), törnebohmita-(La), kuliokita-(Y), chantalita, mozartita, vuagnatita, jasmundita, afwillita, bultfonteinita, zoltaiïta i tranquillityita.

## Formació i jaciments
Va ser descoberta a la Formació Hatrurim, una formació geològica que es troba al desert del Nègueb, a Israel. Es tracta de l'únic indret on ha estat trobada aquesta espècie mineral.